# Sandeep Unnikrishnan

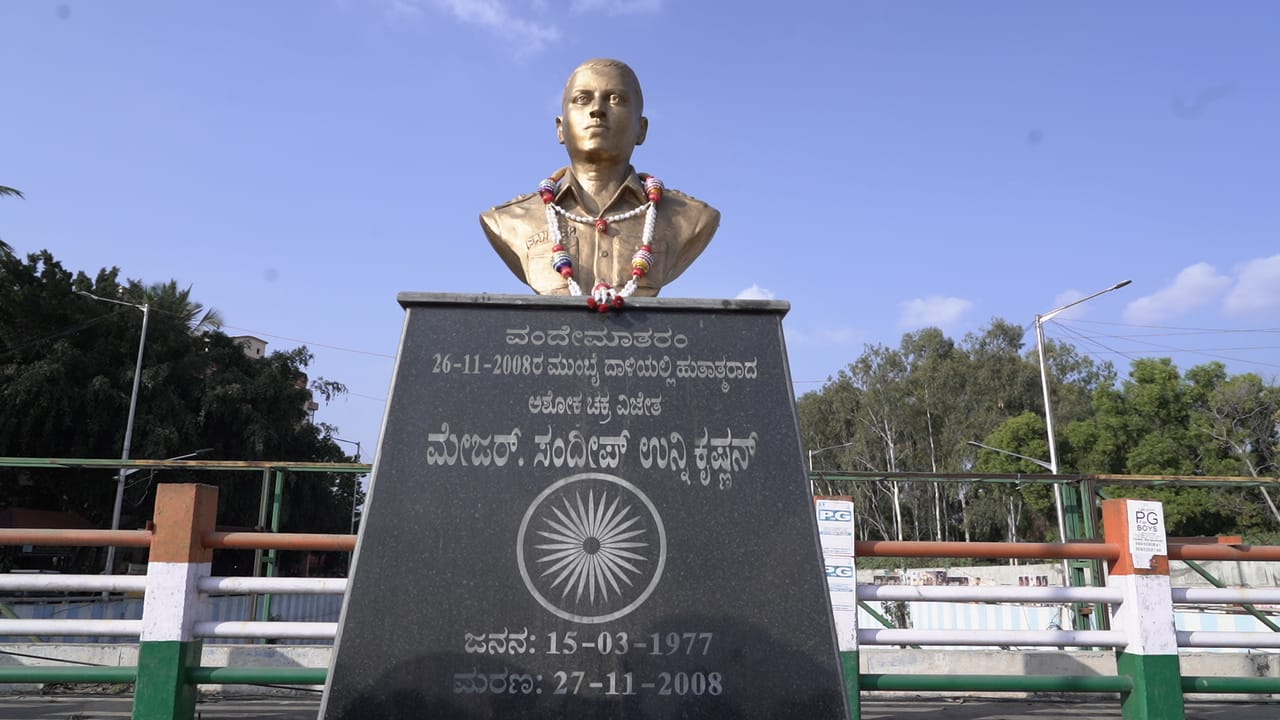
Büste von Sandeep Unnikrishnan

Sandeep Unnikrishnan (* 15. März 1977 in Kozhikode, Indien; † 28. November 2008 in Mumbai, Indien) war ein indischer Major der National Security Guard (NSG). Während der Anschläge in Mumbai 2008 war er an der Erstürmung des von Terroristen besetzten Hotels Taj Mahal Palace beteiligt, wobei er im Schusswechsel mit den Tätern tödlich verletzt wurde.
Am 26. Januar 2009 wurde er von Präsidentin Pratibha Patil posthum mit der Medaille Ashok Chakra geehrt, der höchsten militärischen Auszeichnung Indiens in Friedenszeiten.

## Biografie
Sandeep Unnikrishnan wurde als einziger Sohn von Dhanalakshmi Unnikrishnan und Shri K. Unnikrishnan, einem Mitarbeiter der Indian Space Research Organisation geboren. Sandeep besuchte 14 Jahre lang die Frank Anthony Public School in Bengaluru und trat 1995 in die Nationale Verteidigungsakademie in Pune ein. Am 12. Juli 1999 kam er als Lieutenant in das 7. Bataillon des Bihar Regiments und war unter anderem an der Operation Vijay im Kargil-Krieg, sowie bei der Aufstandsbekämpfung in Rajasthan, sowie in Jammu und Kashmir beteiligt. Am 20. Januar 2007 wurde er in die 51 Special Action Group der NSG, einer dem Innenministerium unterstehenden Antiterroreinheit aufgenommen. 

### Einsatz am Taj Mahal Palace
Am 26. November 2008 kam es in der indischen Metropole Mumbai an unterschiedlichen Orten innerhalb kurzer Zeit zu zahlreichen Morden und Explosionen, unter anderem zu Angriffen mit Sturmgewehren und Geiselnahmen. In Pakistan ausgebildete, muslimische Terroristen drangen dabei in den Nachtstunden auch in das Luxushotel Taj Mahal Palace ein, in welchem sich zahlreiche Touristen aufhielten. Die lokale Polizei war für solche Lagen nicht vorbereitet und musste Spezialeinheiten aus dem hunderte Kilometer entfernten Neu-Delhi anfordern. Erst in den Morgenstunden des 27. November drangen Commandos der „MARCOS“, einer Spezialeinheit der indischen Marine, in den Neubau des Hotels ein und lieferten sich erste Schusswechsel mit den Tätern.
Sandeep Unnikrishnan und rund 100 weitere Commandos der NSG trafen am 27. November 2008 gegen 09:30 Uhr Ortszeit beim Taj Mahal ein. Oberbefehlshaber der Commandos vor Ort war Colonel Sunil Sheoran. Die Commandos wurden in Teams aufgeteilt. Sandeep hatte den Auftrag, mit seinen Teams den U-förmigen Altbau des Hotels zu durchsuchen, die noch in ihren Zimmern befindlichen Gäste nach draußen zu bringen und mögliche Terroristen kampfunfähig zu machen. Major Sanjay Kandwal hatte dagegen mit seinen Teams in gleicher Weise den Neubau zu sichern. Feuerunterstützung sollte von Scharfschützen außerhalb des Hotels erfolgen. Durch die Einsatzkräfte vor Ort wurden die Commandos darauf hingewiesen, dass sich die Täter in den Altbau zurückgezogen hätten.
Erschwert wurde der Einsatz durch die größtenteils ausgefallene Elektrizität und die fehlende Gebäudekenntnis, weshalb Mitarbeiter des Hotels die Teams begleiteten. Zahlreiche Gäste hatten sich in den Zimmern verbarrikadiert und leisteten den Anweisungen der Commandos, die Türen zu öffnen und mit erhobenen Händen auf den Gang zu treten, keine Folge. Die Commandos mussten Zimmer für Zimmer sichern und dabei auch auf mögliche Sprengfallen oder Hinterhalte achten. In den oberen Stockwerken waren durch die Terroristen Brände verursacht worden, welche von der Feuerwehr von außen bekämpft wurden. Das in den Gängen befindliche Löschwasser erschwerte den Commandos das geräuscharme Fortbewegen, zudem war die Sicht aufgrund des Rauches stark eingeschränkt. Insgesamt hatten die Teams 336 Gästezimmer sowie weitere Serviceräumlichkeiten in sechs Stockwerken zu durchsuchen, wobei jedes Stockwerk baulich unterschiedlich ausgeführt war. Verbindung zum Neubau bestand über die Lobby im Erdgeschoss sowie über den Küchenbereich im ersten Stock. 
Aufgrund der starken Rauchentwicklung musste der ursprüngliche Plan, das Hotel von oben nach unten zu durchsuchen, im vierten Stockwerk aufgegeben werden. Hier waren die Teams auch erstmals unter Beschuss geraten, wobei drei Commandos verwundet wurden. Die Position der Täter konnte nicht ausgemacht werden. Bis dahin hatten die Commandos 14 Personen befreit und nach draußen in Sicherheit gebracht. Sandeep begab sich mit seinen Männern in die Lobby, um dort die weitere Vorgehensweise mit Colonel Sheoran zu besprechen. Dabei wurde Sandeep darüber in Kenntnis gesetzt, dass sich die Hotel-Mitarbeiterin Priya Florence Martis in einem Computerraum im zweiten Stock des Nordflügels aufhalten würde. Mit dieser konnte telefonisch eine Verbindung hergestellt werden. Sandeep entschloss sich dazu, eine Rettungsaktion zu starten. 
Gegen 21:00 Uhr, die Commandos befanden sich bereits seit rund zwölf Stunden im Hotel im Einsatz, gerieten Sandeep und seine Männer im ersten Stock bzw. auf der Haupttreppe dorthin in einen Angriff. Die Täter schossen mit Sturmgewehren und warfen Handgranaten, wobei der Commando Sunil Kumar Yadav schwer verwundet wurde. Sandeep, selbst am rechten Arm angeschossen, erwiderte den Beschuss und ermöglichte damit den Abtransport von Yadav über die Stiege in die Lobby. Aufgrund des schweren Beschusses konnten keine weiteren Kräfte in den ersten Stock vordringen. Sandeep verblieb als Einziger im ersten Stock und kämpfte sich in Richtung der „Palm Lounge“ vor, wo er einen der Terroristen lokalisiert hatte. Anschließend war er über Funk nicht mehr erreichbar. Die ganze Nacht über scheiterten die Versuche der Commandos, erneut in den ersten Stock vorzudringen. 
Nachdem die Säuberung des Hotel-Neubaus am 28. November gegen 05:00 Uhr abgeschlossen war, konnten die Kräfte von Major Kandwal zur Unterstützung in den Altbau beordert werden. Erst jetzt gelang es wieder in den ersten Stock vorzudringen, die Terroristen hatten sich inzwischen zurückgezogen. Nach mehreren Stunden fanden die Teams die Leiche von Sandeep Unnikrishnan in der „Palm Lounge“. Nach vorliegender Spurenlage dürfte er einen der Täter verwundet haben, ehe er selbst ermordet wurde.
Der Einsatz im Altbau endete schließlich erst mit dem Tod aller vier Terroristen und einer erneuten Durchsuchung des Gebäudes am 29. November um 18:00 Uhr.
Sandeep Unnikrishnan erhielt am 29. November 2008 in Bengaluru eine Feuerbestattung mit militärischen Ehren.

## Sonstiges
In Bengaluru wurde eine Straße im Stadtteil Yelahanka nach ihm benannt (Major Sandeep Unnikrishnan Road).
2020 erschien auf der indischen Video-on-Demand-Website ZEE5 die Miniserie State of Siege: 26/11, welche von den Anschlägen in Mumbai handelt und auf dem Buch Black Tornado: The Three Sieges of Mumbai 26/11 von Sandeep Unnithan basiert. Sandeep Unnikrishnan wird dabei vom Schauspieler Arjun Bijlani verkörpert.
Ein weiteres Buch, welches die Ereignisse um die Anschläge und den Einsatz von Sandeep Unnikrishnan behandelt, wurde 2009 unter dem Titel 26/11 Mumbai Attacked von Harinder Baweja veröffentlicht.
Am 3. Juni 2022 wurde der Film Major veröffentlicht, eine Filmbiografie über das Leben von Sandeep Unnikrishnan, dargestellt vom Schauspieler Adivi Sesh. Produziert wurde der Film von Sony Pictures Entertainment, GMB Entertainment und A+S Movies.